# Feike de Vries
Feike de Vries (Amersfoort, 1 januari 1943) is een voormalig Nederlands waterpolospeler.
Feike de Vries nam eenmaal deel aan de Olympische Spelen, in 1968. Hij eindigde met het Nederlands team op de zevende plaats. In de competitie kwam De Vries uit voor Neptunus Amersfoort. In 1992 nam hij deel aan de Olympische Spelen in Barcelona als chef d'équipe van het waterpoloteam.
Bart Bongers · 
Fred van Dorp · 
Loet Geutjes · 
André Hermsen · 
Wim Hermsen · 
Hans Hoogveld · 
Evert Kroon · 
Ad Moolhuijzen · 
Hans Parrel · 
Nico van der Voet · 
Feike de Vries · 
Hans Wouda